# 派扎克 (阿尔代什省)
派扎克（法語：Payzac，法語發音：[pɛzak]）是法国阿尔代什省的一个市镇，属于拉让蒂耶尔区。

## 地理
派扎克（44°27'14"N, 4°9'11"E）面积13.7 平方千米，位于法国奥弗涅-罗讷-阿尔卑斯大区阿尔代什省，该省份为法国东南部内陆省份，北起顺时针与卢瓦尔省、伊泽尔省、德龙省、沃克吕兹省、加尔省、洛泽尔省和上盧瓦爾省接壤。
与派扎克接壤的市镇（或旧市镇、城区）包括：莱萨雄斯、尚博纳斯、福热尔、拉布拉谢尔、普朗佐勒、圣热内德博宗、圣皮埃尔-圣让。

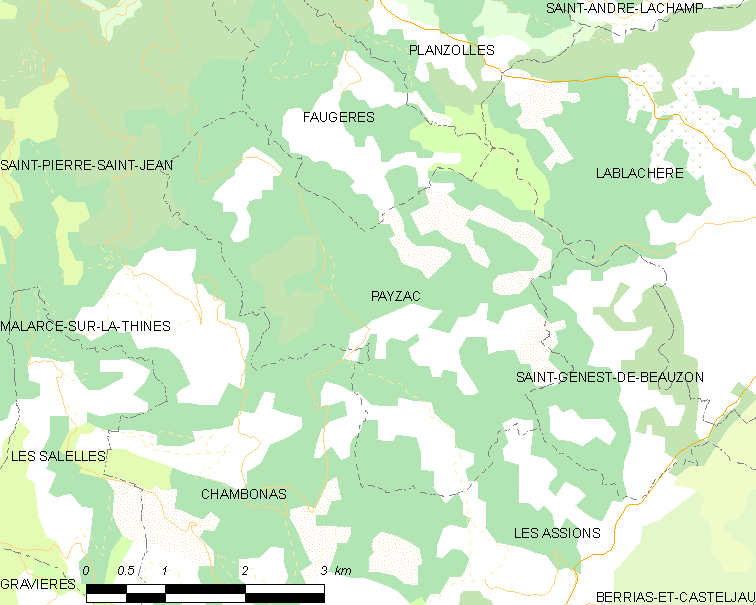
的OSM定位图

派扎克的时区为UTC+01:00、UTC+02:00（夏令时）。

## 行政
派扎克的邮政编码为07230，INSEE市镇编码为07171。

## 政治
派扎克所属的省级选区为阿尔代什塞文县。

## 人口

1962-2008年间人口变化图示

派扎克于2022年1月1日时的人口数量为539人。